# 조각실자리 장성
조각가 벽은 조각가 슈퍼클러스터라고도 알려진 은하수(약 z=0.03)에 상대적으로 가까운 은하("은하의 벽")의 상부구조다.
상부 구조는 북방 만리장성을 지칭하여 "남방 만리장성", "남방 벽", 또는 단지 "위대한 벽" — CfA2 만리장성이라고도 한다.
이 구조는 8000 km/s 길이, 5000 km/s 폭, 1000 km/s 깊이, 적색 공간 치수로 되어 있다.
이 구조들은 매우 크기 때문에, 적십자를 측정하여 크기를 추정하는 것이 편리하다.
허블 상수의 경우 67.8의 값을 사용하여, 구조물의 크기는 약 100 Mpc 길이 x 70 Mpc 너비 10 Mpc이다.
그러스 벽은 Fornax 벽과 조각가 벽과 "직각"이다.